# Arquídamo II
Arquídamo II (498 a.C. — 427 a.C.) foi rei da cidade grega de Esparta de 469 a.C. até 427 a.C. ano da sua morte, pertenceu à Dinastia Euripôntida.
Arquídamo era filho de Zeuxidamo, filho de Leotíquides II, e foi pai de Ágis II, Agesilau II e Cinisca.

## Ascensão
Seu pai Zeuxídamo morreu de doença, e Arquídamo sucedeu seu avô, que foi forçado a exilar-se.

## Casamentos e filhos
Ele casou-se duas vezes: com sua tia Lampido, filha de um segundo casamento de Leotíquides com Eurydame, irmã de Menios e filha de Diactorides e com Eupolia, filha de Melesippidas.
Seus filhos, Ágis II e Agesilau II, eram meio-irmãos, com uma grande diferença de idade, o primeiro sendo filho de Lampido e o segundo filho de Eupolia; possivelmente Cinisca também era filha de Eupolia.

## Reinado
Durante o terremoto de 464 a.C., liderou o exército espartano contra um potencial ataque dos Hilotas. Também desempenhou papel importante na repressão à revolta dos Hilotas, em Itome.
Durante as gestões diplomáticas que antecederam a Guerra do Peloponeso, ele insistiu na necessidade de prudência e moderação. Estourada a guerra, liderou as invasões da Ática nos anos 431 a.C., 430 a.C. e 428 a.C.. Ele sitiou e tomou Plateia, aliada de Atenas, mas não queria a Guerra contra Atenas.